# John C. Hellmann
John „Jack“ C. Hellmann (geboren 1971) ist ein amerikanischer Eisenbahnmanager. Er leitet den Shortline-Konzern Genesee and Wyoming. 2018 erhielt er die Auszeichnung Railroader of the Year der Fachzeitschrift Railway Age.

## Leben
John C. Hellmann studierte von 1988 bis 1992 an der Princeton University mit dem Abschluss als Bachelor, anschließend legte er seinen Master of Business Administration an der Wharton School der University of Pennsylvania ab. An der Johns Hopkins University of Advanced International Studies studierte er Sinologie und beendete das Studium mit einem Magister-Abschluss.
Von 1992 bis 1994 arbeitete er für Weyerhaeuser Company in Japan und in China. Von 1997 bis 1999 war er Investmentbanker bei Schroder & Co. und anschließend bis zum Januar 2009 bei Lehman Brothers in der Emerging Communication Group. Im Januar 2000 begann er seine Tätigkeit bei der Bahnholding Genesee and Wyoming Industries. Bis zum April 2005 war er Chief Financial Officer, seit dem 2. Mai 2005 ist er als Präsident für den operativen Geschäftsbetrieb verantwortlich. Am 1. Juni 2007 wurde er Nachfolger des Unternehmensgründers Mortimer B. Fuller III als Chief Executive Officer. Seit dem 24. Mai 2017 wurde er Chairman of the Board. Im Aufsichtsrat des Unternehmens sitzt er seit 2006. Während seiner Tätigkeit erfolgte die weitere Expansion in Nordamerika durch die Übernahme der Bahnstrecken des Ohio Central Railroad System sowie der Strecken von RailAmerica, sowie des britischen Bahnunternehmens Freightliner.
Zum 25. April 2023 gab Hellmann die Position des Chief Executive Officer an Michael Miller ab und übernahm die Position Executive Chairman.
2017 wurde er vom Magazin Progressive Railroading mit dem Railroad Innovator Award und im März 2018 erhielt er die Auszeichnung Railroader of the Year der Fachzeitschrift Railway Age.
Er ist verheiratet und hat drei Kinder.